# Computer Experiments, Volume One
Computer Experiments, Volume 1 is een studioalbum van Larry Fast verschenen onder zijn artiestennaam 'Synergy'.Het album bevat elektronische muziek van het genre ambient. Synergy staat voor de synergie tussen het maken van composities (Fast is klassiek geschoold) en de nieuwe technologieën in de gedaante van synthesizers en in dit geval computers. De ontwikkeling van de computers op muziekgebied stond ten tijde van uitkomst van het album nog in de kinderschoenen, die van synthesizers was net iets verder. Fast programmeerde voor de drie onderstaande werken de muziek vooruit en liet vervolgens de computer de drie werken uitvoeren/opnemen, zonder dat er een musicus aan te pas kwam.
Het is het enige beschikbare deel in de serie, deel 2 en/of 3 zijn noch verschenen, noch ooit aangekondigd. 

## Musici
- Larry Fast – computer, elektronica

## Muziek
| Nr. | Titel                                              | Duur  |
| --- | -------------------------------------------------- | ----- |
| 1.  | Artificial intelligence (Monday, january 28, 1980) | 10:20 |
| 2.  | Artifical intelligence (Friday, january 25, 1980)  | 10:47 |
| 3.  | The world after april (Tuesday, january 22, 1980)  | 22:50 |